# Rzerzęczyce (przystanek kolejowy)
Rzerzęczyce – przystanek kolejowy w Rzerzęczycach, w województwie śląskim, w Polsce.

## Ruch pasażerski[1]
| Rok  | Wymiana pasażerska na dobę | Miejsce w Polsce |
| ---- | -------------------------- | ---------------- |
| 2017 | 300-299                    | bd.              |
| 2018 | 300-499                    | bd.              |
| 2019 | 300-499                    | 625.             |
| 2020 | 200-299                    | 642.             |
| 2021 | 200-299                    | 667.             |
| 2022 | 200-299                    | 714.             |
| 2023 | 300-499                    | 741.             |
| 2024 | 300-499                    | 814.             |